# Sceloporus bulleri
Sceloporus bulleri là một loài thằn lằn trong họ Phrynosomatidae. Loài này được Boulenger mô tả khoa học đầu tiên năm 1894.